# 1948 في الكويت

## المناصب
- أمير الدولة : أحمد الجابر الصباح
- نائب الأمير : عبد الله السالم الصباح

## مواليد
- محمد باقر المهري - عالم دين ورجل سياسة
- حياة الفهد - ممثلة
- محمد المنصور - ممثل
- مريم الغضبان - ممثلة
- أحمد مساعد - ممثل
- حسن عبد الرسول - ممثل
- عصرية الزامل - مخرجة وممثلة
- فائق عبد الجليل - شاعر
- أمثال الأحمد الجابر الصباح - ناشطة
- أمل عبد الله - إعلامية
- أمينة الشراح - إعلامية
- خالد الملا - مغني وملحن شعبي
- عبد اللطيف البناي - شاعر
- علي صباح السالم الصباح - وزير ورجل سياسة
- محمد العفاسي - وزير
- مبارك الخرينج - سياسي
- ناصر صباح الأحمد الصباح - وزير الشؤون الديوان الأميري
- راشد الهبيدة - سياسي
- محمد ضيف الله شرار - وزير وسياسي كويتي
- علاء حسين علي - من أعوان صدام حسين الذين خانوا الكويت أثناء الغزو العراقي
- فيصل عبد الرؤوف - إمام مسجد وناشط مصري أمريكي